# 오노데라촌
오노데라촌(小野寺村)은 도치기현의 남서부, 시모쓰가군에 속했던 촌이다.

## 역사
- 1889년 4월 1일 - 정촌제 시행에 의해 시모쓰가군 오노데라촌이 성립하였다.
- 1956년 9월 30일 - 시즈와촌, 이와후네촌과 합병해 이와후네촌이 되었다.

## 교통

### 철도
- 일본국유철도 (현 동일본 여객철도)
  - 료모선